# Happy Valley set
Happy Valley set var en grupp hedonistiska aristokrater i regionen "Happy Valley" i nuvarande Wanjohi Valley nära Aberdarebergen i det koloniala Brittiska Kenya och Uganda mellan 1920- och 40-talet. Gruppen var under sin samtid omtalade för sin dekadenta livsstil och skvallret om deras bruk av narkotika och sexuella aktiviteter.  De figurerade också en berömd sensationsrättegång i det koloniala Kenya kring mordet på Josslyn Hay, 22nd Earl of Erroll, år 1941. 
Bland de medlemmarna ur denna grupp fanns: Kiki Preston, Hugh Cholmondeley, 3rd Baron Delamere, Thomas Cholmondeley, 4th Baron Delamere; Denys Finch Hatton, Karen Blixen; Bror von Blixen-Finecke; Sir (Henry) John Delves Broughton, 11th Bt, Diana Delves Broughton; Josslyn Hay, 22nd Earl of Erroll; Lady Idina Sackville; Alice de Janzé och Frederic de Janzé. 
Gruppen har sedan dess blivit välkända inom populärkulturen. Bland många fiktiva verk som skildrar gruppen finns boken White Mischief (1982) av James Fox, och filmen med samma namn från 1987.